# Unibail-Rodamco-Westfield
Unibail-Rodamco-Westfield SE es el primer grupo cotizado del sector inmobiliario comercial en Europa. Presente en 12 países de la Unión Europea con una cartera de activos de 39,3 millardos de euros a 30 de junio de 2016. El grupo se creó en 1968 y cuenta con 1500 empleados. Está especializado en la gestión, la promoción e inversión en grandes centros comerciales ubicados en las ciudades europeas más importantes, en grandes edificios de oficinas y en centros de congresos y exposiciones en la región de París.

## Historial
El grupo Unibail-Rodamco nació en 2007 de la fusión entre las sociedades Unibal y Rodamco Europe. Unibail se creó en 1968. Desde 1992, Unibail se centra en activos de gran tamaño y se convierte en propietario, promotor y operador especializado en centros comerciales y oficinas. En 2000 Unibail toma el control de París expo y así añade a su patrimonio los centros de congresos y exposiciones. En junio de 2007, Unibail entra en el CAC 40.
Rodamco Europe se creó en 1999. Como entidad inversora y propietaria de locales y centros comerciales en Bélgica, los Países Bajos, los Países escandinavos, así como en Francia, España y Europa central.
En mayo de 2009, el grupo adoptó el estatuto de Societas Europea, llegando a ser así la primera empresa del CAC 40 llevarlo a cabo.

## Patrimonio

### Centros comerciales
Unibail-Rodamco es propietaria de 82 centros comerciales, entre los cuales 56 reciben más de 6 millones de visitas al año en las principales ciudades de los países en los que opera. El grupo gestiona sus centros mejorando la diversidad de la oferta comercial y la experiencia del cliente con el fin de aumentar su atractivo y frecuencia de visitas.
Algunos de sus activos más importantes son Carrousel du Louvre o Westfield Forum des Halles en París, Westfield La Maquinista en Barcelona, Westfield Parquesur en Madrid, Westfield Les 4 Temps, Westfield Shopping City Süd en Viena, Amstelveen en Ámsterdam, Täby Centrum en Estocolmo, Centrum Cerny Most en Praga o Westfield Arkadia en Varsovia.

#### Certificado de calidad 4 estrellas
En marzo de 2012, Unibail-Rodamco creó el certificado de calidad 4 estrellas para sus centros comerciales con el objectivo de identificar estándares de calidad para cada etapa de la visita del cliente.
El certificado de calidad 4 estrellas garantiza la calidad de los siguientes elementos : el acompañamiento y la comunicación a lo largo del recorrido del centro por los clientes; los servicios imprescindibles (vestuario, aplicaciones para móviles, WIFI gratuito e ilimitado, páginas Facebook…), así como la implantación de servicios Premium (personal shopper, lustrabotas, …).

### Oficinas
Unibail-Rodamco invierte y desarrolla edificios modernos y eficientes de más de 10 000 m² de GLA en París, desde en el barrio céntrico de negocios de París (Capital 8), hasta en el barrio moderno de la Défense (Tour d'Ariane). Aun así, las vacantes son escasas comparadas con la gran demanda, afectada por la obsolescencia de la oferta existente. El grupo invierte en función de las oportunidades de desarrollo y de reforma.

### Centros de congresos y exposiciones
A través de su filial Viparis (ex París Expo y ex leading Venues), el parque inmobiliario consta de 300.000 m², distribuidos en 10 emplazamientos en París. Unibail-Rodamco posee, a partes iguales con la cámara de Comercio y de industria de París (CCIP), las entidades Viparis y Comexposium. Viparis gestiona centros para la realización de congresos, exposiciones y eventos de empresa en Ile-de-France y Comexposium está especializada en la organización de eventos. La fusión de ambas actividades, congresos y exposiciones de Unibail-Rodamco con la CCIP, se remonta a enero de 2008.

### Proyectos actuales
El grupo dispone de una de las mayores carteras de proyectos en vías de desarrollo en la industria inmobiliara, oficinas en París y en La Défense, así como proyectos de extensión nuevos centros comerciales en Francia y en Europa. Esta cartera, sumaba aproximadamente 6,6 millones de euros a finales de 2010, contando con 1,3 millones de m² asegurando así el crecimiento y la futura creación de valor del grupo.

## Centros comerciales

### Los centros de mayor prestigio
- Confluence (Lyon, Francia)
- Carrousel du Louvre (París, Francia)
- Westfield Carré Sénart (Lieusaint, Francia)
- Westfield Parly 2 (Le Chesnay, Francia)
- Westfield Les 4 Temps (La Défense, Francia)
- So Ouest (Levallois, Francia)
- Aéroville (París Charles de Gaulle, Francia)
- Forum Nacka (Estocolmo, Suecia)
- Westfield La Maquinista (Barcelona, España)
- Westfield Parquesur (Madrid, España)
- Galería Mokotów (Varsovia, Polonia)

### España
- Barcelona - Splau
- Barcelona - Westfield Glòries
- Barcelona - Westfield La Maquinista
- Madrid - La Vaguada
- Madrid - Westfield Parquesur
- San Sebastián - Garbera
- Valencia - Bonaire

## Centro de congresos y exposiciones

### Centros de congreso
- Parc des expositions de la porte de Versailles
- Carrousel du Louvre
- París Nord Villepinte
- Le Palais des congrès de París
- Espace Grande Arche
- Le Palais des Congrès d'Issy les Moulineaux
- Espace Champerret
- París Le Bourget
- Palais des Congrès de Versailles
- CNIT París La Défense

## Arquitectura

### Arquitectos
Unibail-Rodamco trabaja en colaboración con estudios de arquitectura : Thomas Mayne del estudio Morphosis, Herzog & De Meuron, Cuno Brullmann & Jean-Luc crochon, Jean-Paul Viguier, Epstein & Glaiman/Recevki Architecture, Philippe Chiambaretta, Jean-Michel Wilmotte...

## Certificaciones e indicadores
Unibail-Rodamco figura en varios índices de inversión socialmente responsable :
- El FTSE4Good (desde 2008)
- El Dow Jones Sustainability Index (el índice World desde 2008 y el índice Europa desde 2010)
- ASPI Eurozone Index (desde 2010)
- El índice LowCarbon 100 Europa del NYSE Euronext (desde 2010)
- STOXX Global ESG Leaders Index (desde 2011)

En el campo medioambiental, Unibail-Rodamco obtuvo la certificación BREEAM con el nivel Very good para el Pôle Loisirs et de Commerces de Lyon Confluence. El grupo obtuvo la misma certificación con el nivel Excellent para el centro comercial de Levallois, So Ouest. En el campo medioambiental el primer centro europeo en conseguir esta distinción.
La Tour Oxygène en Lyon fue certificada con un Very good, el centro comercial Dock 76 de Rouen obtuvo el certificado Good, y el centro comercial DonauZentrum en Austria consiguió el Very good. El nuevo parque de exposiciones París Nord Villepinte ostenta el certificado HQE. Todos los centros comerciales gestionados por Unibail-Rodamco en España poseen certificados ISO 14001. Trece activos en Francia y España, incluida la sede social del grupo en París, tienen la certificación Greenlight.

## Dirección de la empresa
El Consejo de Administración comprende seis miembros. Su misión consiste en formular y ejecutar la estrategia del grupo. Las distintas funciones que ejerce se realizan bajo supervisión del Consejo de Vigilancia.
Presidido por el Sr. Robert van Ordt, el Consejo de Vigilancia ejerce una supervisión y un control sobre el Consejo de Administración y los negocios del Grupo.
- Presidente del Directorio : Christophe Cuvillier
- Director general de Operaciones : Jean-Marie Tritant
- Director general de Desarrollo : Olivier Bossard
- Director general de las funciones centrales : Armelle Carminati-Rabasse
- Director general de Finanzas : Jaap L. Tonckens
- Director general de asistente Finanzas : Fabrice Mouchel[6]

## Datos bursátiles
- Acción cotizada en la bolsa de París
- Miembro del índice CAC 40 y AEX 25

Unibail dispone de un flotante de 100%. Ningún accionista posee más del 10% del capital. Unibail-Rodamco dispone de un accionariado internacional y diversificado, compuesto principalmente de inversores institucionales holandeses, británicos, americanos y franceses.

## Gran premio a los jóvenes creadores
Unibail-Rodamco creó el gran premio a los jóvenes creadores. Se trata de promover la innovación y apoyae la creación de empresa con una dotación global de 1,35 millones de euros repartidos entre los tres ganadores.